# American Ride
American Ride är den amerikanska countrysångaren Toby Keiths 13:e studioalbum. Det släpptes den 6 oktober 2009 på Toby Keiths egna skivmärke, Show Dog Nashville. Förstasingel är titelspåret, som blev hans 19:e singel med placeringen #1 på Billboards Hot Country Songs i oktober det året. På albumet finns 12 låtar, 11 av dem skrivna eller samskrivna av Keith, och en är en hyllning på Wayman Tisdale. Det var Keiths sista album på skivmärket Show Dog Nashville innan man gick samman med Universal South för att bilda Show Dog-Universal Music.

## Innehåll
Precis som med albumet That Don't Make Me a Bad Guy 2008, producerade Keith albumet själv och skrev de flesta låtarna, antingen själv eller med Bobby Pinson. Titelspåret, även första singel ut, skrevs av Joe West och Dave Pahanish; det är albumets enda låt som Keith inte samskrev, och en av de få singlar i karriären han inte samskrev. Pahanish och West gav Keith låten då de ansåg honom vara "the only guy in the world that could get away with cutting it," och han hade demoversionen på sin Ipod i nästan ett år innan han spelade in den. På Billboard Hot Country Songs för veckan den 10 oktober 2009, blev den hans 19:e listetta.
Andra singeln, "Cryin' for Me (Wayman's Song)," skrevs som en hyllning till basketbollspelaren och jazzmusikern Wayman Tisdale, en närstående vän till Keith som avled den 15 maj 2009. Låten släpptes till radio i oktober 2009. "Every Dog Has Its Day," som Keith och Pinson skrev med John Waples, debuterade i mars 2010 som tredje singelsläppet.

## Mottagande
Albumet fick främst bra kritik. Stephen Thomas Erlewine från Allmusic gav American Ride tre och en halv stjärnor av fem möjliga.
Erlewine's recension beskriver titelspåret positivt, med "casts a cynical eye[…]not celebrating down-home values but wondering where we're all headed[.]" Han lade också till att albumet "ger mer tid för den mjukare sidan" till skillnad från föregående album. Ken Tucker från Billboard sade att det hade "a little less bluster and bravado," och kallade  "Are You Feelin' Me" en " sällsynt show av sårbarhet" och "Loaded" en "gungande och väckande" sång. Det fick B-minus av Entertainment Weeklys recensent Whitney Pastorek, som kallade det " surt drivande med aktuella händelser i titelspåret" men sade också, "för få av dessa likadant-låtande låtarna är minnesvärda." Slant Magazines recensent Jonathan Keefe skrev att Keith " går en fin linje mellan självmytologiserande och självparodi" och att "upptempolåtarna[…]utgör inte mycket mer än tomma prat," och gav albumet tre stjärnor av fem.

## Låtlista
1. "American Ride" (Joe West, Dave Pahanish) - 2:49
2. "Gypsy Driftin'" (Toby Keith, Bobby Pinson) – 4:33
3. "Are You Feelin' Me?" (Keith, Pinson) – 3:09
4. "Every Dog Has Its Day" (Keith, Pinson, John Waples) - 3:32
5. "Woke Up on My Own" (Keith, Pinson) – 3:08
6. "If You're Tryin' You Ain't" (Keith) – 3:24
7. "Cryin' for Me (Wayman's Song)" (Keith) - 4:46
8. "If I Had One" (Keith, Pinson) - 3:14
9. "You Can't Read My Mind" (Keith, Pinson) – 3:30
10. "Tender as I Wanna Be" (Keith) – 3:28
11. "Loaded" (Keith, Pinson) – 2:43
12. "Ballad of Balad" (Keith) – 4:02

## Listplaceringar
| Lista (2009)                             | Topplacering |
| ---------------------------------------- | ------------ |
| Amerikanska Billboard Top Country Albums | 1            |
| Amerikanska Billboard 200                | 3            |
| Kanadensiska Top Country Albums          | 6            |
| Kanadensiska albumlistan                 | 48           |
| Norska VG-albumlista                     | 8            |